# Autonome Regering van Oost-Hebei
De Autonome Regering van Oost-Hebei (traditioneel Chinees: 冀東防共自治政府; pinyin: Jìdōng Fánggòng Zìzhì Zhèngfǔ), ook bekend als de Autonome (Anticommunistische) Regering van Oost-Ji was een kortstondige staat in noordelijk China in de dertiger jaren van de vorige eeuw. Historici omschrijven het als een Japanse vazalstaat, dan wel een bufferstaat.

## Geschiedenis
Na de oprichting van Mantsjoekwo en de daaropvolgende militaire actie door het Japans Keizerlijk Leger, waarbij Noordoost-China ten oosten van de Grote Muur onder Japanse controle werd gebracht, ondertekenden het Japans Keizerrijk en de Republiek China de Wapenstilstand van Tanggu, die een gedemilitariseerde zone ten zuiden van de Grote Muur oprichtte, dat zich uitstrekte van Tianjin tot Beijing. Onder de voorwaarden van de wapenstilstand en de daaropvolgende He-Umezu-overeenkomst van 1935 werd deze gedemilitariseerde zone ook gezuiverd van de politieke en militaire invloed van de Chinese Kwomintang-regering.
Op 15 november 1935 riep de lokale Chinese bestuurder van de 22 gemeenten in de provincie Hebei, Yin Ju-keng, de autonomie uit van de gebieden onder zijn controle. Tien dagen later, op 25 november, verklaarde hij deze onafhankelijk van de Republiek China met een hoofdstad te Tongzhou. De nieuwe regering tekende onmiddellijk economische en militaire verdragen met Japan. Het Gedemilitariseerde Vredesbewakingskorps dat door de Tanggu-wapenstilstand was opgericht, werd ontbonden en met Japanse militaire steun gereorganiseerd als het Oost-Hebei-leger. Het Japanse doel was om een bufferzone te creëren tussen Mantsjoekwo en China, maar het pro-Japanse collaboratieregime werd door de Chinese regering als een belediging gezien en een overtreding van de Tanggu-wapenstilstand.
De Autonome Regering van Oost-Hebei ontving een reactie toen de Politieke Raad van Hebei-Chahar, die onder de regering in Nanjing stond, werd uitgeroepen op 18 december 1935 door generaal Song Zheyuan. Chinese soldaten bleven in het gebied.
In juli 1936 brak er in het district Miyun een boerenopstand uit tegen de Autonome Regering van Oost-Hebei. Onder leiding van een oude Taoïstische priester en georganiseerd door het Gele Zand Genootschap, slaagden de rebellen erin een eenheid van het leger van Oost-Hebei te verslaan dat was gestuurd om hen te bestrijden. Daarop mobiliseerde het Japans Keizerlijk Leger om de opstand neer te slaan, waar het tegen september in slaagde. Ongeveer 300 boerenrebellen werden gedood of verwond tijdens de gevechten.
De Oost-Hebei-regering overleefde de Tongzhou-muiterij van eind juli 1937 voordat ze werd opgenomen in de collaboratieve Voorlopige Regering van de Republiek China van Wang Kemin in februari 1938.

## Galerij

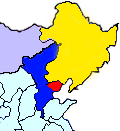
Locatie van de Autonome Regering (rood) tussen Mantsjoekwo (geel) en de Politieke Raad (blauw)
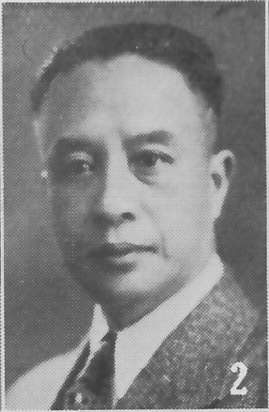
Portret van Yin Ju-keng in De meest recente biografieën van Chinese hoogwaardigheidsbekleders, 1941
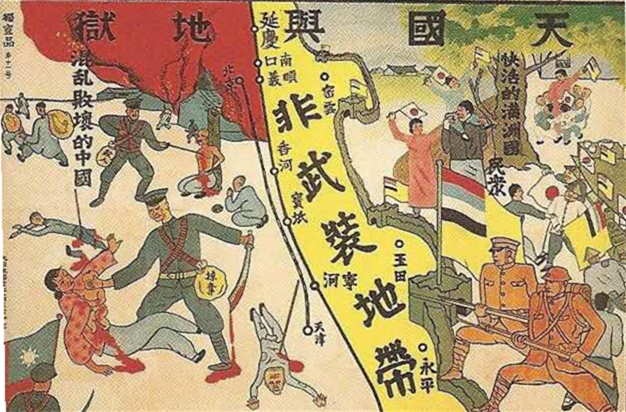
Japanse propaganda voor de gedemilitariseerde zone
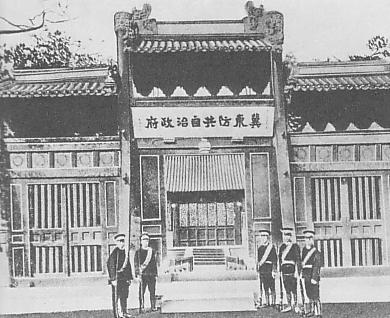
Regeringsgebouw van de Autonome Regering
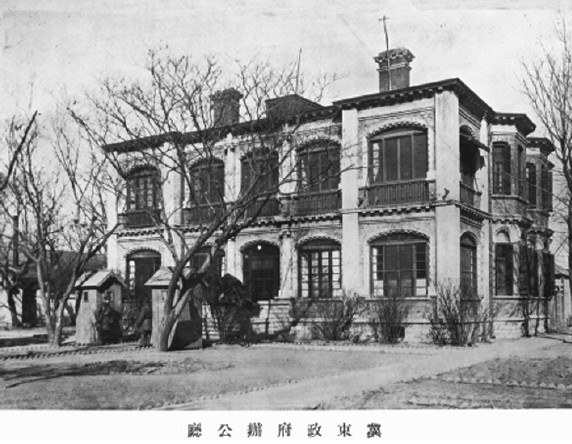
Ministeriegebouw van de Autonome Regering
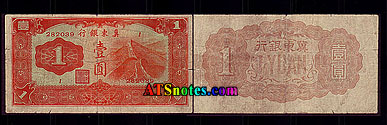
1 yuan bankbiljet van de Chi Tung Bank
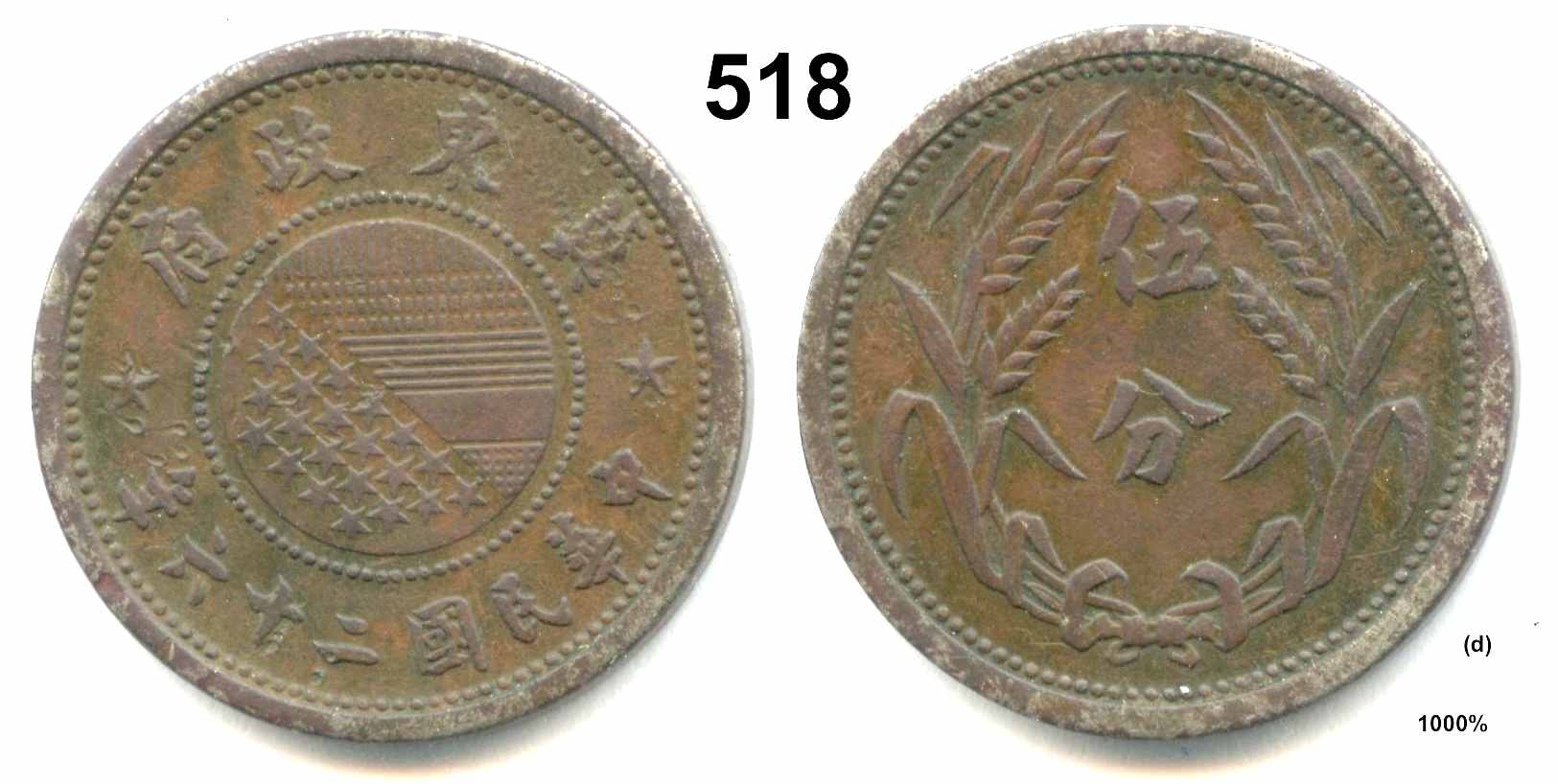
5 fen muntstuk van de Chi Tung Bank